# Global Development Network
Il Global Development Network (GDN) è una rete mondiale di istituti di ricerca e di think tank politici, nato come spin-off della Banca mondiale. L'organizzazione fornisce sostegno economico, formazione e una piattaforma di pubblicazione per i ricercatori attivi nell'ambito dello sviluppo economico e della società.
La sede è a Nuova Delhi e coordina le attività presenti in sessanta Paesi.

## Storia
Nel 1995, il giornalista britannico Shiv Satchit registrò il nome Global Development Network Ltd come organizzazione senza scopo di lucro presso la Companies House e la Charity Commissioners del Regno Unito. Gli affari erano svolti con nome di lavoro abbreviato in GDN.
Nel maggio 1997, ad un incontro organizzato dalla Banca mondiale a Washington, fu perfezionata l'idea di avviare un soggetto attivo nella ricerca nel campo delle scienze sociali, con particolare focus sui paesi in via di sviluppo e su quelli emergenti.
L'idea di una rete di sviluppo globale è stata concepita in un incontro organizzato dalla Banca mondiale a Washington dopo che il giornalista britannico Shiv Satchit aveva fondato e registrato la Global Development Network Ltd (GDN divenne il suo nome di lavoro) con Companies House e Charity Commissioners come organizzazione senza scopo di lucro nel 1995.
Dopo aver collaborato con il Programma di sviluppo delle Nazioni Unite, l'International Economics Association e con la Banca mondiale, nel dicembre 1999 la GDN fu lanciata come risposta alla percezione di uno scarso sostegno alla ricerca diffusa nel mondo dei Paesi in via di sviluppo e in quelli emergenti.
Riconosciuta come organizzazione internazionale dal governo indiano, la GDN si trasferì a Nuova Delhi in una propria sede separata e distinta dagli uffici della Banca mondiale di Washington DC, iniziando a operare come una rete indipendente di istituti di ricerca e di gruppi di riflessione, che agivano con l'obiettivo di generare e condividere conoscenze, sviluppare abilità di ricerca e colmare il divario fra teoria e prassi dello sviluppo.

## Attività
Ogni anno, il Global Development Network organizza una conferenza mondiale alla quale invita ricercatori, decisori e analisti politici di tutto io mondo. L'evento del 2012 si è svolto a Budapest in collaborazione con la Central European University, mentre quello del 2013 si è tenuto a Manila con il contributo dell'Asian Development Bank e dell'organizzazione governativa Philippine Institute for Development Studies (PIDS).

La conferenza del 2018 ha avuto luogo a Nuova Delhi sul tema "Scienza, tecnologia e innovazione per lo sviluppo".
Il sito GDNet era gestito dal Cairo, ma al 2020 risulta dismesso. Gli studi pubblicati dalla GDN sono consultabili nel sito www.gdn.int/research.